# علي دياب (ممثل)
علي دياب ممثل وماكيير لبناني من مواليد 2 مارس 1928. اشتهر بأدوار الشر طوال حياته الفنية التي امتدت لأكثر من نصف قرن.
بدأ مسيرته الفنية على مسارح الهواة في لبنان وقبل تأسيس التلفزيون اللبناني. حاول، بعدها، الهجرة إلى مصر ليعمل كممثل في السينما، لكنه لم ينل إلا الأدوار الثانوية. فعاد إلى لبنان حيث عمل في التلفزيون بعد افتتاحه. تنقل بين الشاشتين الصغيرة والكبيرة، حيث كانت له تجارب في الأفلام المشتركة مع مصر، كما كان من أهم نجوم مسرحيات حسن علاء الدين (شوشو) وفرقة أبو سليم - صلاح تيزاني.
كان له حضورًا كبيرًا في سبعينيات وثمانينيات القرن العشرين، كما شارك في العديد من مسرحيات الرحابنة إلى جانب فيروز. واتجه دياب في فترة إلى العمل بالماكياج، فشارك كماكيير في أفلام مثل: الرحلة الأخيرة إلى بعلبك 1964، طريق الخطايا 1969، باريس والحب 1971. وتُوفي في 6 مايو 2016.

## أعماله

### السينمائية
- بيت الطاعة عام 1953.
- ليالي الشرق 1965 .
- بدوية في باريس عام 1964.
- مغامرات شوشو عام 1966.
- فندق الاحلام 1968
- لست مستهترة عام 1968.
- العمياء 1969
- نار الشوق عام 1970.
- سيدتي الجميلة عام 1975.

### التلفزيونية
- كانت أيام عام 1964.
- شارع العز عام 1969.
- القناع الأبيض عام 1974.
- الأمانة عام 1982.
- بسمة التخلي عام 1984.
- صائمون.. ولكن عام 2005.

## روابط خارجية
- علي دياب على موقع قاعدة بيانات الأفلام العربية